# 多瘤丽蚌
多瘤丽蚌（学名：Lamprotula polysticta）为蚌科丽蚌属的动物，俗名麻歪歪、直窝，是中国的特有物种。分布于浙江、江苏、江西、湖南等地，常生活于水深、冬季不干枯的湖泊河流以及沙泥底或泥底。